# Jan Raihle
Jan Carl Magnus Raihle, född 28 september 1947 i Lidingö församling i Stockholms län, död 25 oktober 2017 i Falun, var en svensk etnolog, byggnadshistoriker och museiman.
Raihle, som var son till advokat Curt Raihle och Lena Brolin, blev filosofie kandidat vid Uppsala universitet 1974. Han var antikvarie på Jämtlands läns museum 1972–1977, intendent på Nordiska museet 1977–1978, antikvarie vid Riksantikvarieämbetet 1979, förste antikvarie på Jämtlands läns museum 1980–1985, länsantikvarie i Jämtlands län 1985–1993 samt landsantikvarie och chef för Dalarnas museum 1993–2015. Han innehade styrelseuppdrag inom kulturverksamhet samt skrev böcker och artiklar om byggnadshistoria, kulturminnesvård, museiverksamhet och turism.